# Viola pinetorum
Viola pinetorum Greene – gatunek roślin z rodziny fiołkowatych (Violaceae). Występuje endemicznie w zachodnich Stanach Zjednoczonych – w Kalifornii. Jest gatunkiem bliskim zagrożeniu. 

## Morfologia
PokrójBylina dorastająca do 3–18 cm wysokości, tworzy kłącza. Ma korzeń palowy.
LiścieBlaszka liściowa ma równowąski, lancetowaty lub odwrotnie jajowaty kształt. Mierzy 1,3–9,6 cm długości oraz 0,3–2,5 cm szerokości, jest ząbkowana lub piłkowana na brzegu, ma zbiegającą po ogonku nasadę i ostry wierzchołek. Ogonek liściowy jest owłosiony i ma 23–95 mm długości. Przylistki są równowąsko lancetowate.
KwiatyPojedyncze, wyrastające z kątów pędów. Mają działki kielicha o lancetowatym kształcie. Płatki są odwrotnie jajowate i mają żółtą barwę (dolny i dwa boczne z brązowymofioletowymi żyłkami, a dwa górne z brązowawofioletowym zabarwieniem na zewnętrznej powierzchni), dolny płatek jest odwrotnie jajowaty, posiada obłą ostrogę o długości 2-3 mm.
OwoceTorebki mierzące 3-7 mm długości, o jajowatym kształcie.

## Biologia i ekologia
Rośnie w lasach sosnowych, na łąkach i skarpach. Występuje na wysokości od 1400 do 3100 m n.p.m. Kwitnie od kwietnia do czerwca. 

## Zmienność
W obrębie tego gatunku wyróżniono jedną odmianę:
- V. pinetorum var. grisea (Jeps.) R.J.Little – występuje w Kalifornii[8] (w hrabstwach Fresno, Inyo, Kern, Los Angeles, Madera, San Bernardino, Tulare i Ventura), rośnie na wysokości od 1500 do 3400 m n.p.m.[9]